# Hochdonn
Hochdonn település Németországban, Schleswig-Holstein tartományban. Lakosainak száma 1068 fő (2023. december 31.).

## Népesség
A település népességének változása:
| Lakosok száma | 1080 | 1234 | 1101 | 1079 | 1078 | 1082 | 1068 |
|               | 1975 | 2010 | 2017 | 2019 | 2021 | 2022 | 2023 |